# Конкурс піаністів імені Вана Кліберна
Міжнародний конкурс піаністів імені Вана Кліберна (англ. Van Cliburn International Piano Competition) — конкурс академічних піаністів, що проходить раз на чотири роки з 1962 р. в місті Форт-Ворт (США, штат Техас). Був заснований громадськістю міста в ознаменування перемоги Вана Кліберна на Першому Міжнародному конкурсі імені Чайковського в Москві (1958).
Серед членів журі конкурсу в різні роки були Малкольм Фрагер, Максим Шостакович, Харолд Шонберг, Джон Огдон, Микита Магалофф та інші видатні музиканти. Музична критика, однак, висловлювала зауваження на адресу конкурсу - відзначаючи, що конкурс імені Кліберн - як, втім, і інші змагання цього роду - "ставлять печатку негайного майстерності на тих, хто ще не майстер» . На думку музикознавця Джозефа Горовиця, Конкурс імені Левентрітта та Конкурс Вана Кліберна являють собою виразне протистояння: перший втілює собою характерні для американської музичної життя 1940-50-х елітизм і сильну культурну залежність від Європи , другий - типове для пізнішого етапу в американському культурному розвитку переважання популістських настроїв, оптимізму і недбалою наївності  (англ. heedless naivity).
З 1999 р. Фонд Вана Кліберн, що відає конкурсом, проводить також Міжнародний конкурс піаністів серед любителів.

## Переможці конкурсу
| 1962 | Ральф Вотапек (США)                                |
| 1966 | Раду Лупу (Румунія)                                |
| 1969 | Христина Ортіс (Бразилія)                          |
| 1973 | Володимир Віардо (СРСР)                            |
| 1977 | Стівен Де Гроот (ПАР)                              |
| 1981 | Андре Мішель Шуб (США)                             |
| 1985 | Жозе Фегалі (Бразилія)                             |
| 1989 | Олексій Султанов (СРСР)                            |
| 1993 | Сімоне Педроні (Італія)                            |
| 1997 | Джон Накамацу (США)                                |
| 2001 | Ольга Керн (Росія) і Станіслав Юденич (Узбекистан) |
| 2005 | Олександр Кобрин (Росія)                           |
| 2009 | Нобуюкі Цудзії (Японія)                            |
| 2013 | Вадим Холоденко (Україна)                          |